# Jimmy the Raven

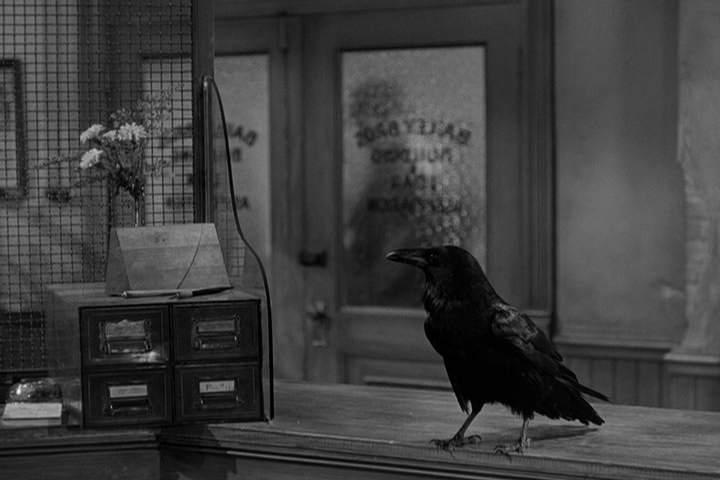
Jimmy the Raven

Jimmy the Raven war ein Kolkrabe, der in über 1000 Filmen der 1930er bis 1950er Jahre erschien. Zu seinen bekanntesten Rollen zählen die Rolle als Rabe von Onkel Billy Bailey in Ist das Leben nicht schön? von Frank Capra und der Rabe, der in Der Zauberer von Oz auf der Vogelscheuche landete.

## Biografie
Jimmy war im Besitz von Henry W. „Curley“ Twiford, einem Hollywood-Tiertrainer. Twiford fand den Vogel 1934 als Nestling in einem verlassenen Nest in der Mojave-Wüste. Er zog den Raben groß, wobei sich dieser frei im Haus bewegen durfte, um sich an die Gesellschaft von Menschen zu gewöhnen. Seinen ersten Filmauftritt hatte er 1938 in Lebenskünstler von Frank Capra. Danach besetzte ihn Capra in vielen seiner späteren Filme.
Um in vielen Szenen variabel einsetzbar zu sein, wurde Jimmy für die Ausführung einer großen Anzahl von Kommandos geschult. Unter anderem konnte er auf einer Schreibmaschine Buchstaben tippen, Türen öffnen, Zigaretten anzünden und Botschaften überbringen. Tatsächlich behauptete Twiford, von allen Tieren seien Kolkraben am einfachsten zu trainieren, da sie sich bis zu zehn Jahre an eine Übung erinnern könnten. In einem Interview im November 1948 gab er an, dass Jimmy 53 verwendbare Wörter erkannte. In einem anderen Interview gab er an, dass er ungefähr zweihundert Wörter kennen würde. Um einen neuen Begriff zu lernen, brauchte Jimmy etwa ein bis zwei Wochen. Jimmy wurde sowohl von den Regisseuren als auch von den Schauspielern geschätzt.
„Wenn sie Jimmy rufen, antworten wir beide“, erklärte James Stewart und stellte fest, dass der Rabe „der klügste Schauspieler am Set ist, der weniger Szenen nachdrehen muss als seine menschlichen Kollegen.“
Pro Woche erhielt Jimmy etwa 750 US-Dollar (2025: etwa 9.800 US-Dollar) Gage. Mit wachsender Popularität wurde Jimmy von Metro-Goldwyn-Mayer für 10.000 US-Dollar (2025: etwa 130.000 US-Dollar) versichert. Sein letzter Film war Der Zirkusclown aus dem Jahr 1954.
Neben seinem Erfolg im Kino wurde Jimmy auch vom amerikanischen Roten Kreuz mit einer Goldmedaille geehrt, weil er mehr als 200 Stunden für die Unterhaltung von Veteranen des Zweiten Weltkriegs diente.

## Filmografie (Auswahl)
- 1938: Lebenskünstler (You Can’t Take It with You)
- 1939: Der Zauberer von Oz (The Wizard of Oz)
- 1941: Die Braut kam per Nachnahme (The Bride Came C.O.D.)
- 1943: Draculas Sohn (Son of Dracula)
- 1944: Arsen und Spitzenhäubchen (Arsenic and Old Lace)
- 1946: Ist das Leben nicht schön? (It’s a Wonderful Life)
- 1949:  Der geheime Garten (The Secret Garden)
- 1954: Der Zirkusclown (3 Ring Circus)